# ППЕ
ППЕ - фізично зшитий пінополіетилен, спінений на вертикальній печі, має поперечно-пов'язану структуру. Тепло-, паро-, звукоізоляційний еластичний матеріал. Температурний діапазон експлуатації від - 60 °C до + 75 °C, при відсутності механічних навантажень до + 100 °C.
ППЕ виготовляється відповідно до ТУ 2244-017-00203476-98 відповідає сучасним вимогам з теплоізоляції, скорочує об'єм будівельної конструкції стін, підлоги і покрівлі без втрат теплотехнічних характеристик, є надійним пароізоляційним та звукоізоляційним матеріалом.

## Технічні характеристики
| Найменування | Показник  | Показник  | Показник      | Показник      | Показник      |
| --- | --------- | --------- | ------------- | ------------- | ------------- |
| Кратність спінювання матеріалу                                                                                           | 5         | 10        | 15            | 20            | 30            |
| Щільність, кГ/м3 | 200       | 100       | 66            | 50            | 33            |
| Коефіцієнт теплопровідності λ , при 20°С, не менш, Вт/м°C                                                                | -         | -         | 0,036 - 0,037 | 0,033 - 0,035 | 0,031 - 0,032 |
| Межа міцності при стисненні (25%), МПа, не менше                                                                         | 0,330     | 0,064     | 0,060         | 0,054         | 0,035         |
| Усадка при нагріванні (70°С, 22 г), %: - поздовжній напрямок - поперечний напрям                                         | 0,54 0,10 | 0,83 0,20 | 1,03 0,30     | 1,43 0,40     | 1,45 0,75     |
| відносне подовження при розриві, % не менше: - поздовжній напрямок - поперечний напрям                                   | 1,90 1,30 | 0,95 0,74 | 0,65 0,47     | 0,53 0,36     | 0,33 0,21     |
| Водопоглинання за об'ємом, % об'єму                                                                                      | менше 1   | менше 1   | менше 1       | менше 1       | менше 1       |
| Коефіцієнт звукопоглинання при товщині 10 мм,% не менше: частота 1000 Гц частота 2000 Гц частота 4000 Гц частота 6000 Гц | - -       | - -       | - -           | - - -         | 24 38 50 60   |
| Індекс зниження приведеного ударного шуму, не менше, Дц:                                                                 | -         | -         | -             | -             | 18            |
| Паропроникнення, не менше, мг/мч Па                                                                                      | 0,001     | 0,001     | 0,001         | 0,001         | 0,001         |

## Призначення
- теплоізолюючий матеріал
- звукоізолюючий матеріал
- амортизуючий матеріал
- плавучий матеріал
- основа для нанесення липкого шару
- герметизуючий матеріал

## Застосування
- автомобіле- та машинобудування
- будівництво
- нафтодобувна промисловість
- холодильники, кондіционери, рефрижераторах для перевезення харчових продуктів
- наповнювач в плаваючих рятувальних засобах
- товари народного споживання (вироби господарсько-побутового призначення)
- товари для спорту, туризму та відпочинку, товари для дітей
- пакувальний і прокладочний матеріал